# Gobernación de Alepo
La gobernación de Alepo (en árabe: محافظة حلب‎ / ALA-LC: Muḥāfaẓat Ḥalab / [muˈħæːfazˤat ˈħælæb] y en kurdo Parêzgeha Haleb) es una de las 14 gobernaciones que conforman la organización político-administrativa de la República Árabe Siria. Es la región más poblada de Siria, con una población de 4.045.166 habitantes (censo de 2004), casi el 23% de la población total de Siria. La gobernación es la quinta en superficie, con un área de 18.482 km², un 10% de la superficie total del país. La capital es la ciudad de Alepo. La gobernación está representada por 52 diputados en el parlamento (de un total de 250), de los que 20 provienen de la ciudad de Alepo. El gobernador desde 2009 es Ahmad Ali Mansoura.
Junto con la gobernación de Idlib (y el disputado Sanjacado de Alejandreta), la gobernación de Alepo forma la región del norte de Siria. Históricamente, la región del Norte era la más fértil y la más densamente poblada de Siria. Esto explica por qué la gobernación de Alepo tiene el mayor número de pueblos (32), villas (1430), y granjas (1424) en Siria (en comparación con los 28 pueblos, 190 villas y 82 granjas en la gobernación de Rif Dimashq). También explica por qué la región del Norte tiene un número mucho mayor de yacimientos arqueológicos en comparación al resto del país.

## Geografía
Alepo está situado en la parte noroeste del país, en lo que se conoce como meseta de Alepo. Limita con las provincias de Idlib, Ar-Raqqa, Hama, y con la República de Turquía. La ciudad capital de esta provincia es la ciudad de Alepo.

## Población
Tiene una superficie de 18.500 kilómetros cuadrados y una población de 4.281.000 personas (estimaciones de 2007). La densidad poblacional de esta provincia siria es de 231,40 habitantes por cada kilómetro cuadrado de la gobernación.

## Ciudades

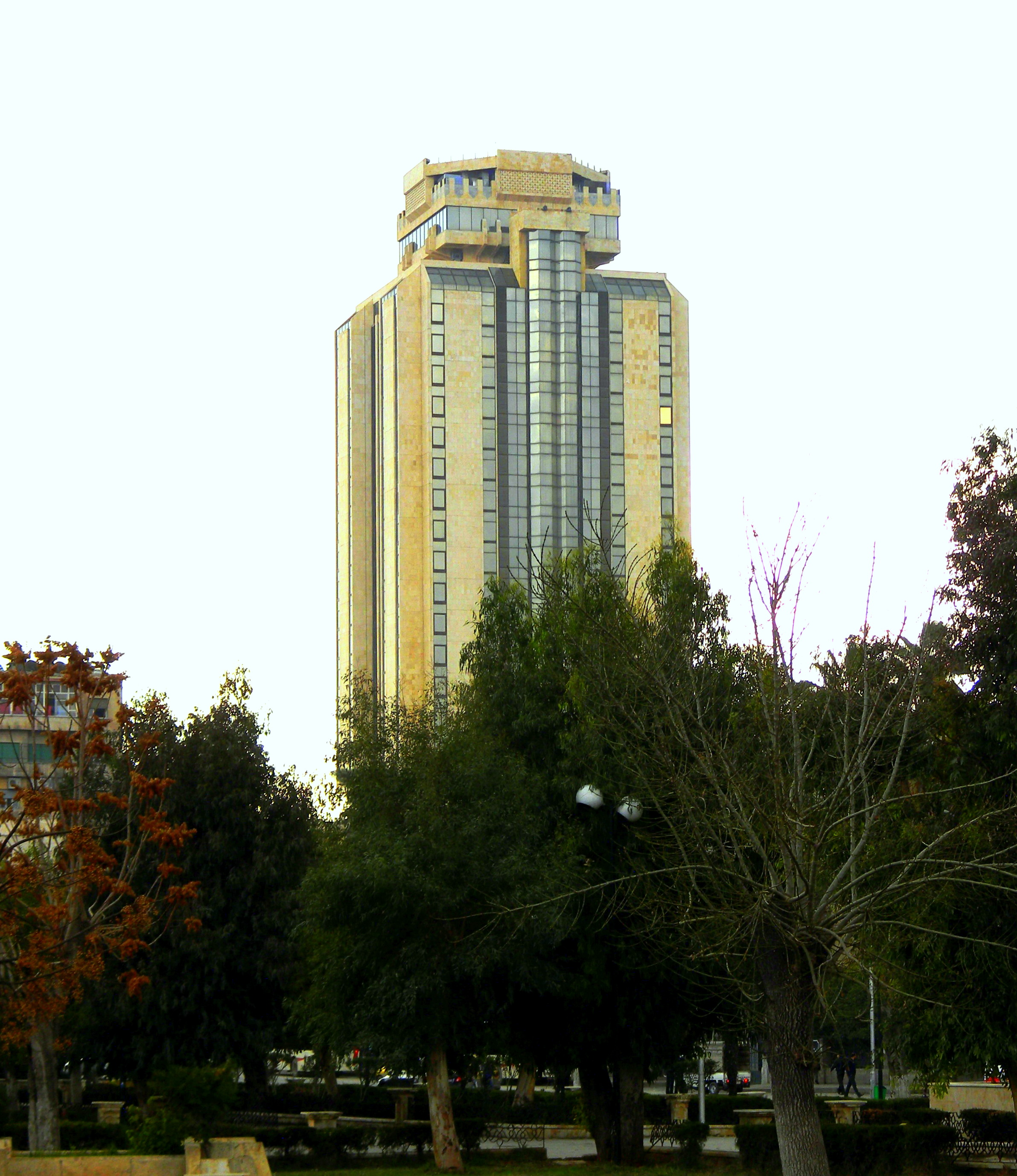
Ayuntamiento de Alepo, capital de la Gobernación

Las siguientes ciudades son los centros administrativos de los distritos de la Gobernación de Alepo (población basada en el censo de 2004):
| Ciudad      | Población |
| ----------- | --------- |
| Alepo       | 2.132.100 |
| Manbiŷ      | 99.497    |
| Al-Safirah  | 63.708    |
| Al-Bab      | 63.069    |
| Ayn Al-Arab | 44.821    |
| Afrin       | 36.562    |
| Azaz        | 31.623    |
| Dayr Hafir  | 18.948    |
| Yarabulus   | 11.570    |
| Atarib      | 10.657    |

## Distritos
La gobernación tenía 10 distritos (Mintaqas) en 2011:
- Distrito del Monte Simeon - Alepo
- Distrito de Afrin - Afrin
- Distrito de Azaz - Azaz
- Distrito de Al-Safirah - Al-Safirah
- Distrito de Al-Bab - Al-Bab
- Distrito de Manbiŷ - Manbiŷ
- Distrito de Yarabulus - Yarabulus
- Distrito de Ayn Al-Arab - Ayn Al-Arab
- Distrito de Atarib - Atarib
- Distrito de Dayr-Hafir - Dayr Hafir

Los distritos se dividen en 42 subdistritos (Nāḥiyas).